# Doumely (Vaux)
 (janvier 2017).
Le ruisseau Doumely ou Doumély est une rivière française du département des Ardennes de la nouvelle région Grand Est, en ancienne région Champagne-Ardenne et un affluent droit de la Vaux, c'est-à-dire un sous-affluent de la Seine par l'Aisne et l'Oise.

## Géographie
De 12,5 kilomètres de longueur, le Doumely prend sa source sur la commune de Rocquigny, à lest du mont de Châtillon (230 m), à 185 mètres d'altitude.
Il coule globalement du nord vers le sud.
Il conflue sur la commune de Justine-Herbigny, à 83 mètres d'altitude.
Les cours d'eau voisins sont, dans le sens des aiguilles d'une montre, l'Aube au nord, l'Audry au nord-est, la Draize à l'est, la Vaux au sud-est et au sud et au sud-ouest, le ruisseau de Saint-Fergeux à l'ouest et l'Aube, la Serre et la Malacquise au nord-ouest.

### Communes et canton traversés
Dans le seul département des Ardennes (08), le Doumely traverse les cinq communes suivantes, dans le sens amont vers aval, de Rocquigny (source), Chaumont-Porcien, Givron, Doumely-Bégny, Justine-Herbigny (confluence).
Soit en termes de cantons, le Doumely traverse un cantons, prend source et conflue dans le canton de Signy-l'Abbaye, le tout dans l'arrondissement de Rethel.

### Toponymes
Le Doumely a donné son hydronyme à la commune suivante de Doumely-Bégny.

### Bassin versant
Le ruisseau Doumely traverse une seule zone hydrographique La Vaux de sa source au confluent du Plumion (exclu) (H131) de 171 km2. Ce bassin versant est composé à 76,20 % de « territoires agricoles », à 21,14 % de « forêts et milieux semi-naturels », à 2,45 % de « territoires artificialisés ».

### Organisme gestionnaire
L'organisme gestionnaire est l'EPTB Entente Oise-Aisne, reconnue EPTB depuis le 15 avril 2010, sis à Compiègne. La Draize et la Vaux font partie du secteur hydrographique de l'Aisne moyenne.

## Affluents
Le Doumely a un tronçon affluent référencé :
- le ruisseau des Pâquis ou ruisseau de la Planchette (rd) 8 km, sur les trois communes de Chaumont-Porcien (source), Doumely-Bégny (confluence) et Chappes, avec un affluent :
  - le Jarin (rd) 4,6 km, sur la seule commune de Chaumont-Porcien.

Géoportail rajoute
- le ruisseau de Chappes (rd), 5 km sur les deux communes de Chappes (source) et Justine-Herbigny (confluence) avec un affluent :
  - le ruisseau de Larzy (rd), 1,8 km sur la seule commune de Chappes.

Le rang de Strahler est donc de trois.